# Mira Ceti
Mira Ceti ili Omicron Ceti, crvena divovska zvijezda u zviježđu Kita (Cet) u području nebeskog ekvatora. To je promjenjiva zvijezda dugog perioda (prosječno 332 dana). Prva otkrivena zvijezda s periodički promjenjivim sjajem koji se mijenja od maksimalne vrijednosti 2,0 do minimalne 10,1, a prosječna se magnituda mijenja od 3. ili 4. do 9. magnitude. Uočio ju je niz. astronom David Fabricus 1596. kao objekt treće magnitude, 1603. zabilježena kao Omicron Ceti (njem. astronom Johann Bayer). Iste godine nestala iz vida i opet se pojavila. Kojiput je vidljiva golim okom, a kojiput samo s pomoću teleskopa.

## Mira B
Zvjezdani pratitelj nađen je svemirskim teleskopom Hubble 1995. godine, kada je bilo udaljen 70 astronomskih jedinica od glavne zvijezde; a rezultati su objavljeni 1997. HST ultraljubičaste slike i kasnije rendgenske snimke svemirskog teleskopa Chandra prikazuju spiralu plina koja se uzdiže od Mire u smjeru Mire B. Orbitalno razdoblje pratioca oko Mira je oko 400 godina. Godine 2007. promatranja su pokazala protoplanetarni disk oko pratioca, Mira B. Ovaj se disk iz Mira izvlači iz sunčevog vjetra i mogao bi s vremenom formirati nove planete. Ta su zapažanja također nagovijestila da je suputnik glavna sekvencijalna zvijezda od oko 0,7 solarnih masa i spektralnog tipa K, umjesto bijelog patuljka kako se prvobitno mislilo. Međutim, 2010. godine daljnja su istraživanja pokazala da je Mira B ustvari bijeli patuljak.